# Das Rheinische Grundgesetz
Als Das Rheinische Grundgesetz (Et rheinisch Jrundjesetz), auch et kölsche (= kölnische) Jrundjesetz, wird eine Zusammenstellung elf mundartlicher Redensarten aus dem Rheinland bezeichnet, die Konrad Beikircher in seinem Buch Et kütt wie et kütt – Das Rheinische Grundgesetz im Jahr 2001 veröffentlichte. Die ursprünglichen Autoren wie auch die Entstehungszeit dieser Grundsätze sind nicht bekannt. Bereits 1533 meinte aber Heinrich Cornelius Agrippa von Nettesheim: „Ein gemein Sprichwort ist, so oft sie wellen einen nerrischen plötzigen anschlag anzeygten, das sie sprechen: Es ist ein Cölnisch gebott oder ein Cölnischer Rahtschlag.“

## Et Rheinisch Jrundjesetz
Die Artikel lauten:
Artikel 1: Et es wie et es. 

(„Es ist, wie es ist.“)

Sieh den Tatsachen ins Auge, du kannst eh nichts ändern.

Artikel 2: Et kütt wie et kütt.

(„Es kommt, wie es kommt.“)

Füge dich in das Unabwendbare; du kannst ohnehin nichts am Lauf der Dinge ändern.

Artikel 3: Et hätt noch emmer joot jejange.

(„Es ist bisher noch immer gut gegangen.“)

Was gestern gut gegangen ist, wird auch morgen funktionieren.

Situationsabhängig auch: Wir wissen, es ist Murks, aber es wird schon gut gehen.

Artikel 4: Wat fott es, es fott.

(„Was fort ist, ist fort.“)

Jammer den Dingen nicht nach und trauer nicht um längst vergessene Dinge.

Artikel 5: Et bliev nix wie et wor.

(„Es bleibt nichts, wie es war.“)

Sei offen für Neuerungen.

Artikel 6: Kenne mer nit, bruche mer nit, fott domet.

(„Kennen wir nicht, brauchen wir nicht, fort damit.“)

Sei kritisch, wenn Neuerungen überhandnehmen.

Artikel 7: Wat wellste maache?

(„Was willst du machen?“)

Füg dich in dein Schicksal.

Artikel 8: Maach et joot, ävver nit zo off.

(„Mach es gut, aber nicht zu oft.“)

Qualität über Quantität.

Artikel 9: Wat soll dä Kwatsch/Käu?

(„Was soll das sinnlose Gerede?“)

Stell immer die Universalfrage.

Artikel 10: Drinks de ejne met?

(„Trinkst du einen mit?“)

Komm dem Gebot der Gastfreundschaft nach.

Artikel 11: Do laachs de disch kapott.

(„Da lachst du dich kaputt.“)

Bewahr dir eine gesunde Einstellung zum Humor.

## Ergänzungen
Von manchen Autoren werden zusätzliche Ergänzungen benannt:
Mät nix. (Macht nichts.)

Sei tolerant! 

Jede Jeck es anders. (Jeder Narr ist anders.)

Nimm deine Mitmenschen, wie sie sind.

Auch erweitert: Jede Jeck es anders, jeder es anders jeck, und jet jeck sin mir all. (Jeder Narr ist anders, jeder ist anders närrisch, und ein bisschen närrisch sind wir alle.) 

Hammer immer esu jemaat. (Das haben wir doch immer schon so gemacht.) 

Halte an Bewährtem fest.

 

Küste hück nit, küste morje. (Wenn du heute nicht kommst, kommst du halt am nächsten Tag.)

Nur keine Eile.

Bliev wie de bes! (Bleib wie du bist.)

Lass dich nicht verbiegen.

De Haupsaach es, et Hätz es joot! (Die Hauptsache ist, das Herz ist gut.)

Es kommt auf die inneren Werte an.